# رنه اندرس
رنه اندرس (آلمانی: René Enders؛ زادهٔ ۱۳ فوریهٔ ۱۹۸۷) دوچرخه‌سوار اهل آلمان است.
وی همچنین برندهٔ جوایزی همچون برگ بوی نقره‌ای شده‌است.
وی در مسابقات کشوری و بین‌المللی در مجموع برندهٔ ۴ مدال طلا، ۱ مدال نقره و ۴ مدال برنز شده‌است.